# Преображенский, Владимир Викторович
Преображенский Владимир Викторович (21 июля 1957, Москва, РСФСР, СССР) — советский гребец (гребля академическая). Заслуженный мастер спорта СССР (1979).
Участвовал в мировых чемпионах сперва среди юниоров, после в разряде сеньоров. В 1974—1986 годах выступал за Центральный спортивный клуб Военно-морского флота.
В 1978 году принял участие в 7-м Чемпионате мира по академической гребле, который проводился в Новой Зеландии на озере Карапиро (около Гамильтона). Команда Преображенского в соревнованиях четвёрок без рулевого с результатом 6:19.25 обошла команды ГДР (2 место — 6:19.52) и Великобритании (3 место — 6:26.28) и заняла первое место.

## Достижения
- Чемпион Мира 1978 в четверке без рулевого (с Николаем Кузнецовым, Валерием Долининым, Анатолием Немтыревым).
- Победитель Международной Ратцебургской регаты 1978 (в четверке без рулевого)
- Победитель Международной Мангеймской регаты 1979 (в четверке без рулевого)
- Чемпион СССР 1977, 1978 в двух классах, 1979[4]